# Hans Schmidt (Politiker, 1886)
Johann (Hans) Schmidt (* 16. Mai 1886 in Neisse, Provinz Schlesien; † 24. November 1942 in Herten) war ein deutscher Schneider und Politiker (SPD).
Schmidt, der katholischer Konfession war,  besuchte die Volksschule. Danach machte er eine Schneiderlehre und arbeitete als Schneidergehilfe.
Er trat der SPD bei und wurde Gemeindevertreter in Herten, Mitglied des Kreistages und des Kreisausschusses Recklinghausen und des Bezirksausschusses Münster. Im  April 1920 wurde er Beigeordneter des Kreises Recklinghausen. 
1919 bis 1833 war er Mitglied des Provinziallandtags der Provinz  Westfalen. Von Februar 1826 bis April 1933  war er Mitglied im preußischen Staatsrat. 1933 wurde er stellvertretendes Mitglied des Staatsrates.